# コスモス638号
コスモス638号（ロシア語: Космос 638）は1974年4月3日に打ち上げられたソユーズ宇宙船の無人試験機。
アポロ・ソユーズテスト計画のための試験で、APAS-75ドッキングシステムを搭載していた。

## ミッション・パラメータ
- 機体: Soyuz-7K-TM №71
- 重量: 6510 to 6680 kg
- クルー: 無人
- 打上げ: 1974年4月3日
- 帰還: 1974年4月13日